# IC 4294
IC 4294 ist eine Spiralgalaxie vom Hubble-Typ Sb im Sternbild Wasserschlange. Sie ist schätzungsweise 624 Millionen Lichtjahre von der Milchstraße entfernt.

Im selben Himmelsareal befinden sich u. a. die Galaxien PGC 736598, PGC 738851, PGC 735587.
Das Objekt wurde am 4. Mai 1904 von Royal Harwood Frost.